# Autoroute A660 (France)
L'autoroute A660 est une branche d'autoroute longue de 21 km, située dans le Sud-Ouest de la Gironde en Nouvelle-Aquitaine, et desservant le sud du Bassin d'Arcachon. Elle est gérée par la DIR Atlantique, et est entièrement gratuite.

## Description
L'autoroute A660, est une courte antenne de l'A63, qui permet de desservir par le sud le Bassin d'Arcachon. Longue de 21 km, elle commence par un long demi-échangeur (échangeur no 22) sur l'A63, orienté vers le nord (Bordeaux). Elle se poursuit sur une portion ininterrompue de 21 km, au travers de forêts de pins, sur un tracé plat et quasi-rectiligne. Après deux échangeurs permettant les dessertes de Mios et Biganos, elle traverse le fleuve de l'Eyre. Le tracé se poursuit ensuite aux portes des communes du Teich et de Gujan-Mestras, desservies par trois échangeurs et un demi-échangeur.
Avant le giratoire située à l'entrée de La Teste-de-Buch, elle est prolongée vers la dune du Pilat par la route nationale 250, puis vers Arcachon par la route départementale 1250.
Jusqu'en mai 2021, elle était la seule autoroute française, avec l'A623, à posséder des ronds-points sur son tracé. De ce fait, notamment l'été avec l'afflux de vacanciers dans le bassin d'Arcachon, elle était régulièrement saturée, et de nombreux bouchons se formaient aux abords des giratoires de La Hume et de Césarée. Elle supportait ainsi en moyenne un trafic de 30 000 véhicules/jour (2015), et largement plus en période estivale.
Une concertation publique avait été lancée en janvier 2017 pour la suppression de ces deux giratoires à l'horizon 2022 et la préparation de la substitution de la route nationale 250 par cette autoroute par la mise à 2 × 2 voies du tronçon reliant le giratoire de Bisserié. Ces nouveaux aménagements ont pu être mis en service le 27 mai 2021, à l'exception du demi-échangeur pour la desserte du Pôle de Santé dont l'ouverture est prévue en juin 2021.
Le prolongement de cette autoroute jusqu'à l'entrée de Arcachon, tel que cela était prévu à l'origine du projet, n'est plus envisagé aujourd'hui.

## Historique
- Entre 1975 et 1979, est mise en service la première chaussée de l'autoroute, sous le nom B63
- En 1983, l'autoroute est renommée A66
- En 1986, mise en service de la deuxième chaussée entre l'A63 et Mios, et de l'échangeur no 1 - Mios (dénivelé pour l'occasion)
- En 1990, mise en service l'échangeur no 2 - Facture
- En 1996, mise en service de la deuxième chaussée entre les échangeurs de Mios et de Facture. Cette même année, la publication de la DUP de la nouvelle autoroute A66 reliant l'Ariège à l'A61, entraîne un changement de nom en A660
- En 2001, mise en service de la deuxième chaussée entre les giratoires de Césarée et de la Hume, et de l'échangeur no 3, Facture-Le Teich
- Entre 2007 et 2008, les dernières portions depuis l'échangeur no 3 sont doublées[4]
- En 2021, mise en service des échangeurs n°4, n°5 et n°5b, mise à 2 × 2 voies complète jusqu'au giratoire de Bisserié[5]

## Sorties

### Autoroute actuelle
- Échangeur entre A63 et A660 (km 0)
- 1 Mios : Biscarosse, Mios - Lancanau-de-Mios (km 5)
- 2 Facture-Biganos : Biganos, Cap Ferret, Mios (km 10)
- 3 Le Teich : Le Teich, Réserve Ornithologique (km 16)
- 4 Gujan-Mestras - Césarée : Gujan-Mestras - centre, Ports Ostericoles, Actipôle (km 20)
- 5 Gujan-Mestras - La Hume : Gujan-Mestras, Biscarosse, Sanguinet, Parcs d'attraction (km 22)

 Fin d’autoroute, l'A660 devient RN 250 à 2 × 2 voies.

### Continuité vers Arcachon
- 5b Pôle de Santé (entrée et sortie sud) → Gujan-Mestras-Centre hospitalier  (km 23)
- Carrefour giratoire entre  et voirie locale → La Teste-de-Buch Stade Nautique, Plaine des Sports.
  -  Fin de la 2 × 2 voies
- Carrefour giratoire entre  et D 112 → La Teste-de-Buch, Cazaux
- Dune du Pilat D 259 → Dune du Pilat, Biscarrosse, Les Miquelots.
  - La  devient D 1250.
- Carrefour giratoire entre D 1250 et voirie locale → La Palue.
- Carrefour giratoire entre D 1250 et D 217 → La Teste-de-Buch-Centre, Pyla-sur-Mer.
- Centre Ccial Cap Océan → La Teste-de-Buch-centre, Pyla-sur-Mer
- Carrefour giratoire entre D 1250 et D 1251 → Camicas, Port d'Arcachon
  - Entrée dans Arcachon
- Carrefour giratoire entre D 1250 et voirie locale : Grands Chênes, Arcachon-Centre

## Projet
En 2013, des discussions sont engagées entre la COBAS (Communauté d'agglomération du Bassin d'Arcachon Sud) et l'État, pour l'inscription au Contrat Plan État-Régions Mobilité 21, du financement du prolongement de l'A660 vers Arcachon. Le dossier en suspens depuis plusieurs années, a été partiellement débloqué par la volonté de la COBAS de financer les études du projet. Le projet avancé prévoyait un doublement de la nationale 250, jusqu'à l'échangeur de la dune du Pilat, avec un dénivellement des carrefours
Ces discussions ont permis la mise à place, en janvier 2017, d'une concertation publique qui portait sur le remplacement par deux échangeurs des ronds-points de Cesarée et de La Hume, ainsi que la mise à 2 × 2 voies complète jusqu'au rond-point de Bisserié. Les travaux ont ensuite pu être réalisés entre 2018 et 2021.
Après cette première phase d'aménagements, il était envisagé de supprimer les giratoires de Bisserié et de Cazaux dans une seconde phase ultérieure, pour devenir respectivement les sorties 06 et 07, l'échangeur de la dune du Pilat devenant la sortie 08. La concertation avait cependant mis en avant que ces aménagements devraient composer avec l'urbanisation croissante de La Teste-de-Buch.
De ce fait, on s'oriente désormais plutôt vers la réalisation d'un boulevard paysager à 2x2 voies dans le prolongement de l'A660 et ce jusqu'à l'entrée d'Arcachon. Ces nouveaux aménagements sont pour le moment envisagés par la COBAS après 2025, en fonction de l'évolution de l'urbanisation et du trafic routier.